# Aerenea alvaradoi
Aerenea alvaradoi är en skalbaggsart som beskrevs av Prosen 1947. Aerenea alvaradoi ingår i släktet Aerenea och familjen långhorningar. Inga underarter finns listade i Catalogue of Life.